# Rijbroek
Met een rijbroek wordt een broek bedoeld om te dragen tijdens het paardrijden.

## Ontwerp
Het ontwerp van een rijbroek is aangepast op de wensen van de ruiter. De rijbroek zit vaak strak om het lijf, opdat de stof niet dubbel gaat zitten tijdens het rijden. De naden zijn zo geplaatst, dat deze niet voor irritatie kunnen zorgen. Een rijbroek is op bepaalde punten versterkt. Zo hebben de meeste rijbroeken kniestukken, dit zijn stukken stof of kunstleer die aan de binnenzijde van de knie zijn vastgenaaid. Er zijn ook broeken verkrijgbaar met een kunstlederen zitvlak. Dit kunstlederen zitvlak zorgt voor een stabielere zit, de ruiter glijdt minder door het zadel. Er zijn ook rijbroeken verkrijgbaar die alleen een rondgenaaid zitvlak hebben, hierbij bestaat het zitvlak uit dezelfde stof als de rest van de broek. Een rijbroek is verkrijgbaar in vele kleuren, zowel effen als met print. De rijbroek is ook een modeartikel, voornamelijk vrouwen dragen deze strakke broeken met kniestukken vaak in combinatie met hoge laarzen.
Een bekend type rijbroek is de jodphur.